# Burton Armus
Burton „Burt“ S. Armus (* 11. Dezember 1934 in New York City; † 8. April 2024) war ein US-amerikanischer Drehbuchautor und Produzent.

## Leben
Burt Armus arbeitete ab Mitte der 1950er Jahre als Polizist im New York Police Department. Ab 1967 wurde er als technischer Berater für die Dreharbeiten von Kriminalserien hinzugezogen. So arbeitete er an den Fernsehserien Heiße Spuren und ab 1973 an 95 Episoden von Kojak – Einsatz in Manhattan. Für Kojak lieferte er auch erste Drehbucharbeiten und trat gelegentlich in kleineren Rollen als Schauspieler auf. 
1976 schied er aus dem Polizeidienst aus und zog nach Los Angeles, wo er sich ganz auf die Arbeit als Drehbuchautor konzentrierte. Armus schrieb Drehbücher für Serien wie Die Straßen von San Francisco, Vegas, Ein Colt für alle Fälle, Airwolf, Street Hawk, Knight Rider und Raumschiff Enterprise – Das nächste Jahrhundert. Die außerirdische Lebensform Armus in der Raumschiff-Enterprise-Episode Die schwarze Seele (1988) ist nach ihm benannt.
Ab 1983 trat er auch als Produzent einiger Serien in Erscheinung. Armus war dreimal für einen Emmy Award nominiert; 1994 für seine Arbeit an New York Cops – NYPD Blue in den Kategorien Outstanding Drama Series und Outstanding Individual Achievement in Writing in a Drama Series. 1995 wurde er für NYPD Blue in der Kategorie Outstanding Drama Series mit dem Emmy ausgezeichnet. Im gleichen Jahr wurde Armus mit dem Humanitas-Preis in der Kategorie Drama Teleplay für die NYPD-Blue-Episode Personal Foul ausgezeichnet. Ende der 1990er Jahre zog er sich von der Arbeit in der Filmbranche zurück.
Armus starb am 8. April 2024 im Alter von 89 Jahren.

## Filmografie
Drehbuch
- 1969: Heiße Spuren (N.Y.P.D., Fernsehserie, 1 Episode)
- 1974–1977: Kojak – Einsatz in Manhattan (Kojak, Fernsehserie, 9 Episoden)
- 1975, 1976: Bronk (Fernsehserie, 2 Episoden)
- 1975–1977: Make-up und Pistolen (Police Woman, Fernsehserie, 3 Episoden)
- 1976: Die Straßen von San Francisco (The Streets of San Francisco, Fernsehserie, 1 Episode)
- 1977: Delvecchio (Fernsehserie, 1 Episode)
- 1978: CHiPs (Fernsehserie, 1 Episode)
- 1978–1979: Vegas (Fernsehserie, 22 Episoden, teilweise als Executive Story Consultant)
- 1979–1980: Captain Paris (Paris, Fernsehserie, 13 Episoden, teilweise als Executive Story Consultant)
- 1982: Cassie & Co. (Fernsehserie, 5 Episoden)
- 1982–1986: Ein Colt für alle Fälle (The Fall Guy, Fernsehserie, 24 Episoden, teilweise als Executive Story Consultant)
- 1984: Airwolf (Fernsehserie, 3 Episoden)
- 1985: Street Hawk (Fernsehserie, 1 Episode)
- 1985–1986: Knight Rider (Fernsehserie, 6 Episoden)
- 1988, 1989: Raumschiff Enterprise – Das nächste Jahrhundert (Star Trek: The Next Generation, Fernsehserie, Teleplay für Episoden 2x04 und 2x09)
- 1989–1991: Polizeibericht (Dragnet, Fernsehserie, 8 Episoden)
- 1990–1991: The New Adam-12 (Fernsehserie, 9 Episoden)
- 1993–1995: New York Cops – NYPD Blue (NYPD Blue, Fernsehserie, 18 Episoden, teilweise als Executive Story Consultant)
- 1996: Tarzan – Die Rückkehr (Tarzan: The Epic Adventures, Fernsehserie, 2 Episoden)
- 1996: Tarzan: The Epic Adventures (Fernsehfilm)

Produktion
- 1983: Ein Colt für alle Fälle (The Fall Guy, Fernsehserie, 2 Episoden, Supervising Producer)
- 1984: Airwolf (Fernsehserie, 10 Episoden)
- 1985: Street Hawk (Fernsehserie, 12 Episoden)
- 1985–1986: Knight Rider (Fernsehserie, 28 Episoden, teilweise als Supervising Producer)
- 1988–1989: Raumschiff Enterprise – Das nächste Jahrhundert (Star Trek: The Next Generation, Fernsehserie, 13 Episoden)
- 1989–1991: Polizeibericht (Dragnet, Fernsehserie, 26 Episoden, Co-Executive Producer)
- 1990–1991: The New Adam-12 (Fernsehserie, 36 Episoden, teilweise als Co-Executive Producer)
- 1994–1995: New York Cops – NYPD Blue (NYPD Blue, Fernsehserie, 31 Episoden, Co-Producer)
- 1997: Conan, der Abenteurer (Conan the Adventurer, Fernsehserie, 2 Episoden)
- 1998: Acapulco H.E.A.T (Fernsehserie, 2 Episoden, Supervising Producer)

Technische Beratung
- 1967–1969: Heiße Spuren (N.Y.P.D., Fernsehserie, 12 Episoden)
- 1973–1977: Kojak – Einsatz in Manhattan (Kojak, Fernsehserie, 95 Episoden)
- 1976–1977: Delvecchio (Fernsehserie, 22 Episoden)

Schauspiel
- 1973–1974: Kojak – Einsatz in Manhattan (Kojak, Fernsehserie, 7 Episoden)
- 1980: Max’s Bar (Inside Moves)